# Daniele Pollini
Daniele Pollini (Milano, 27 novembre 1978) è un pianista, compositore e direttore d'orchestra italiano, figlio di due rinomati e talentuosi pianisti: Maurizio Pollini e Marilisa Marzotto.

## Biografia
Ha studiato pianoforte in Italia sotto la direzione del maestro Franco Scala. Ha debuttato come pianista nel 1997 al Rossini Opera Festival di Pesaro in Italia, iniziando una carriera di successo sia dal punto di vista della critica che della risposta del pubblico. Dopo più di venti anni ha consolidato la sua esecuzione musicale sulla tastiera, partecipando a numerosi concorsi e festival internazionali, tra cui spiccano il Festival pianistico della Ruhr e il Festival di Salisburgo. Ha anche partecipato a concerti a Parigi e New York.
Nel 2014 ha fatto il suo debutto come direttore d'orchestra sinfonico. In questo ruolo ha diretto orchestre in Spagna, Italia e Francia. Ha tenuto concerti dirigendo suo padre al pianoforte in interpretazioni di Beethoven.

## Discografia
- Debussy*, Maurizio Pollini con Daniele Pollini - Preludios II • En Blanc et Noir (15xFile, FLAC, Álbum, 24-) Deutsche Grammophon
- Daniele Pollini - Chopin*, Scriabin*, Stockhausen* - Chopin Études Op. 10 / Scriabin Late Works Opp. 70–74 / Stockhausen Klavierstück IX (CD, Álbum) Deutsche Grammophon